# Oleg Igorewitsch Issajenko
Oleg Igorewitsch Issajenko (russisch Олег Игоревич Исаенко; * 31. Januar 2000 in Kaliningrad) ist ein russischer Fußballspieler.

## Karriere
Issajenko begann seine Karriere bei Baltika Kaliningrad. Zur Saison 2016/17 wechselte er in die Jugend des FK Krasnodar. Im März 2018 spielte er erstmals für die zweite Mannschaft Krasnodars in der Perwenstwo PFL. Bis zum Ende der Saison 2017/18 kam er zu zehn Einsätzen, mit Krasnodar-2 stieg er zu Saisonende in die Perwenstwo FNL auf. Nach dem Aufstieg debütierte er im Mai 2019 gegen den FK Sibir Nowosibirsk in der zweithöchsten Spielklasse, dies blieb zugleich sein einziger Einsatz für Krasnodar-2 in dieser Saison. Sonst spielte er primär für die neu geschaffene Drittligamannschaft, für die er 22 Mal in der PFL spielte.
In der COVID-bedingt abgebrochenen Saison 2019/20 spielte der Verteidiger neunmal für Krasnodar-3, für die zweite Mannschaft kam er gar nicht zum Zug. In der Saison 2020/21 absolvierte er dann 30 Zweitliga- und fünf Drittligapartien. Im März 2022 stand Issajenko erstmals im Kader der ersten Mannschaft. Sein Debüt für Krasnodar in der Premjer-Liga gab er schließlich im April 2022 gegen Rubin Kasan. In der Saison 2021/22 kam er insgesamt zu acht Erstliga- und 27 Zweitligaeinsätzen. In der Saison 2022/23 absolvierte er drei Partien im Oberhaus und 24 für Krasnodar-2 in der FNL.
Zur Saison 2023/24 wechselte Issajenko zum Zweitligisten FK Chimki.